# Cantharis nigricans
Cantharis nigricans är en skalbaggsart som först beskrevs av Müller 1776.  Cantharis nigricans ingår i släktet Cantharis, och familjen flugbaggar. Arten är reproducerande i Sverige.